# Franco Bieler
Franco Bieler (* 6. Dezember 1950 in Gressoney-Saint-Jean) ist ein ehemaliger italienischer Skirennläufer, der auf die Disziplinen Riesenslalom und Slalom spezialisiert war. Er ist der ältere Bruder der Skirennläuferin Wanda Bieler.

## Biografie
Zu Beginn seiner Karriere war Bieler ein Abfahrtsspezialist. In der Saison 1973/74 des Europacups belegte er den dritten Platz in der Abfahrtswertung. Die ersten Punkte in einem Weltcuprennen holte er am 3. Februar 1973 als Zehnter der Abfahrt von St. Anton am Arlberg. Eine Woche später verbesserte sich Bieler in St. Moritz in derselben Disziplin auf den fünften Platz. In den zwei folgenden Wintern konnte er sich jedoch nie in den Punkterängen klassieren, weshalb er sich allmählich den technischen Disziplinen zuwandte.
In der Weltcupsaison 1975/76 fand Bieler wieder zum Erfolg zurück. Achtmal fuhr er unter die besten zehn, wobei er am 18. Januar 1976 beim Riesenslalom in Morzine seinen einzigen Sieg feiern konnte. Bei den Olympischen Winterspielen 1976 fuhr er im Riesenslalom auf den achten Platz, während er im Slalom nach viertbester Zeit im ersten Lauf ausschied.
Ähnlich erfolgreich verlief die Saison 1976/77. Bieler fuhr in elf Weltcuprennen unter den besten zehn, darunter waren je ein zweiter und ein dritter Platz im Slalom. Darüber hinaus entschied er die italienische Slalom-Meisterschaft für sich. Hingegen kam Bieler in der Saison 1977/78 nicht über einen neunten Platz hinaus, weshalb er am Ende des Winters vom Spitzensport zurücktrat.

## Erfolge

### Olympische Spiele
- Innsbruck 1976: 8. Riesenslalom

### Weltcup
- Saison 1975/76: 7. Riesenslalomwertung, 8. Slalomwertung
- Saison 1976/77: 6. Slalomwertung
- 3 Podestplätze, davon 1 Sieg:

| Datum           | Ort     | Land       | Disziplin    |
| --------------- | ------- | ---------- | ------------ |
| 18. Januar 1976 | Morzine | Frankreich | Riesenslalom |

### Sonstiges
- Europacup-Saison 1973/74: 3. Abfahrtswertung
- 1 italienischer Meistertitel: Slalom 1977